# رضوان صالحی
رضوان صالحی (عربی: رضوان صالحي؛ زادهٔ ۱۸ دسامبر ۱۹۶۷) یک بازیکن فوتبال اهل تونس است.